# 梅世彤
梅世彤（1969年8月1日—），男，汉族，河北省元氏县人，中华人民共和国政治人物。中国青年政治学院青年工作系青年思想教育专业本科毕业，河北大学经济学硕士学位。第十二届全国政协委员。

## 生平
1990年12月加入中国共产党。1992年7月，从中国青年政治学院青年工作系青年思想教育专业本科毕业，参加工作，进入共青团河北省委，历任干事、直属机关团委副书记、直属机关团委书记、统战部正科级干事、统战部副部长、统战联络部部长、副书记等职。2011年6月，任共青团河北省委书记。2013年2月，当选第十二届全国政协委员，代表中国共产主义青年团人士。
2013年7月，任中共沧州市委副书记、南皮县委书记。2015年6月，任中共沧州市委副书记、组织部部长、市委党校校长。2015年11月，任中共沧州市委副书记、中共任丘市委书记。2016年10月，任沧州市人民政府副市长、代理市长。2021年7月，任河北省应急管理厅党委书记。2023年11月，转任河北省生态环境厅党组书记，并于翌年1月兼任厅长。
2018年2月24日，当选为第十三届全国人大代表，任期5年。